# Sean Rogerson
Sean Rogerson es un actor canadiense (Sherwood Park, Alberta; 30 de septiembre de 1977), más conocido por haber interpretado a Lance Preston en las películas Grave Encounters y Grave Encounters 2.

## Biografía
Nació en Edmonton, Alberta, Canadá, de donde se graduó de la preparatoria en Sherwood Park. 
Después de responder a un anuncio en un periódico local, que ofrecía lecciones de actuación, en 2000 decidió trasladarse a Vancouver, donde encontró a un agente y comenzó a trabajar en el campo de la publicidad, mientras que al mismo tiempo, continuó sus estudios con grandes profesores como Brenda Crichlow, Gina Charreli, Larry Moss (profesor Hilary Swank en Million Dollar Baby y Los muchachos no lloran) y Matthew Harrison.

## Carrera
En 2015 se unió al elenco principal de la segunda temporada de la serie Bitten, donde interpretó al peligroso Aleister VI hasta el final de la segunda temporada ese mismo año.

## Filmografía
| Año    | Película                         | Papel                     |
| ------ | -------------------------------- | ------------------------- |
| 2001   | Smallville                       |                           |
| 2002   | Dead Zone                        |                           |
| 2004   | Tru Calling                      | Harrison's Buddy #1       |
| 2004   | Stargate Atlantis                | Nevik                     |
| 2004   | The Collector (película de 2009) | Brian Mars                |
| 2005   | Fighting in the Underworld 2     |                           |
| 2005   | Dead Zone                        |                           |
| 2006   | Blood Ties                       | Charles                   |
| 2006   | My mother is innocent            |                           |
| 2006   | The Perfect Suspect              | Sam Lee                   |
| 2007   | Supernatural                     | Ranger Rick Evans         |
| 2008   | Fringe                           | Glen Brown                |
| 2009   | Harper's Island                  | Joel Booth                |
| 2010   | Psych                            | Lt. Wallach               |
| 2011   | Grave Encounters                 | Lance Preston             |
| 2011   | Fairly Legal                     | Brian Michaels            |
| 2011   | Smallville                       | Lenkov                    |
| 2012   | Grave Encounters 2               | Lance Preston             |
| 2012   | Otherwise                        | Andy                      |
| 2012   | The Big Show (TV Series)         | (el mismo - Host)         |
| 2013   | 12 Rounds 2: Reloaded            | Sykes                     |
| 2013   | Double Barrel                    | Josh Kartnett             |
| 2013   | 12 Rounds 2: Reloaded            | (Video) (Detective Sykes) |
| 2014   | Extraterrestrial                 | Deputy Mitchell           |
| 2014 - | Arrow                            | Peter                     |
| 2015   | Bitten                           | Aleister VI               |
| 2019   | Z                                | Kevin Parsons             |